# Miasto Trilj
Miasto Trilj (chorw. Grad Trilj) – jednostka administracyjna w Chorwacji, w żupanii splicko-dalmatyńskiej. W 2011 roku liczyła 9109 mieszkańców.